# Torymus stom
Torymus stom is een vliesvleugelig insect uit de familie van de Torymidae. De wetenschappelijke naam werd voor het eerst geldig gepubliceerd in 2005 door Narendran & Sudheer.